# Década de 290 a.C.
Séculos: (Século IV a.C. - Século III a.C. - Século II a.C.)
Décadas: 340 a.C. 330 a.C. 320 a.C. 310 a.C. 300 a.C. - 290 a.C. - 280 a.C. 270 a.C. 260 a.C. 250 a.C. 240 a.C.
Anos:
```
299 a.C.
 - 
298 a.C.
 - 
297 a.C.
 - 
296 a.C.
 - 
295 a.C.
 - 
294 a.C.
 - 
293 a.C.
 - 
292 a.C.
 - 
291 a.C.
 - 
290 a.C.
```